# 2560 Siegma
2560 Siegma је астероид главног астероидног појаса са средњом удаљеношћу од Сунца која износи 2,750 астрономских јединица (АЈ).
Апсолутна магнитуда астероида је 11,7.